# The Judd School
The Judd School (usualmente conocida como Judd) es una escuela de educación secundaria en Tonbridge, Kent, en el sureste de Inglaterra, Reino Unido de Gran Bretaña e Irlanda del Norte. Fue establecida en 1888 en Stafford House, en la calle East Street en Tonbridge, donde permaneció por ocho años, antes de mudarse a su actual ubicación en la calle Brook Street, al sur de la ciudad. La institución fue fundada por la asociación comercial Skinners Company, y nombrada en honor al comerciante del siglo XVI, Andrew Judde, cuya contribución económica ayudó a fundar la escuela. Skinners Company mantiene lazos cercanos con la escuela y sus miembros constituyen la mayor parte del cuerpo de administración de la institución.
Hay 1019 alumnos de entre 11 y 18 años; la escuela primaria es exclusiva para niños, pero de los 350 alumnos de nivel secundaria, más 60 son mujeres. El primer director fue William Bryant, que supervisó la transición a la ubicación actual del instituto, antes de retirarse en 1908. El director a partir de 2015 es Robert Masters, que ha ocupado el cargo desde septiembre de 2004 y es el séptimo director de la escuela.
Los estudiantes generalmente hacen diez exámenes de Certificación General de Educación Secundaria en el undécimo grado (cuando los niños tienen entre 15 y 16 años), y tienen la opción de hacer cuatro o cinco pruebas A-level  durante los dos últimos años (sixth form) de la secundaria. La Oficina de Estándares Educativos y de Servicios Infantiles (Ofsted, por sus siglas en inglés) en 2007 evaluó a la escuela como sobresaliente, así mismo las tablas de clasificación publicadas por el periódico Daily Telegraph ubicaron a The Judd School como la segunda mejor escuela en Kent, a partir de los resultados obtenidos en las pruebas A-level. El diario The Sunday Times ubicó a The Judd School como la 12º mejor escuela secundaria (para estudiantes entre 11 y 16 años) del país. La mayoría de los estudiantes acuden a la universidad una vez que han completado las pruebas A-level en el décimo tercer grado (alrededor de los 17 o 18 años). En 2011, uno de cada cinco alumnos del último grado era admitido en Cambridge u Oxford. 
En septiembre de 2004, la escuela fue designada como especialista en las áreas de matemáticas y música, lo que significa que estas disciplinas reciben fondos adicionales. En 2007 la escuela fue invitada para que formara parte de las Escuelas de Especialidades y Alto Rendimiento (High Performing Specialist School, en inglés), en abril de 2008 The Judd School alcanzó el estatus de especialización en ciencias. Por lo que ahora la institución tiene especialidad en ciencias, matemáticas, música e inglés.

## Historia

### Primeros años: 1888–1918

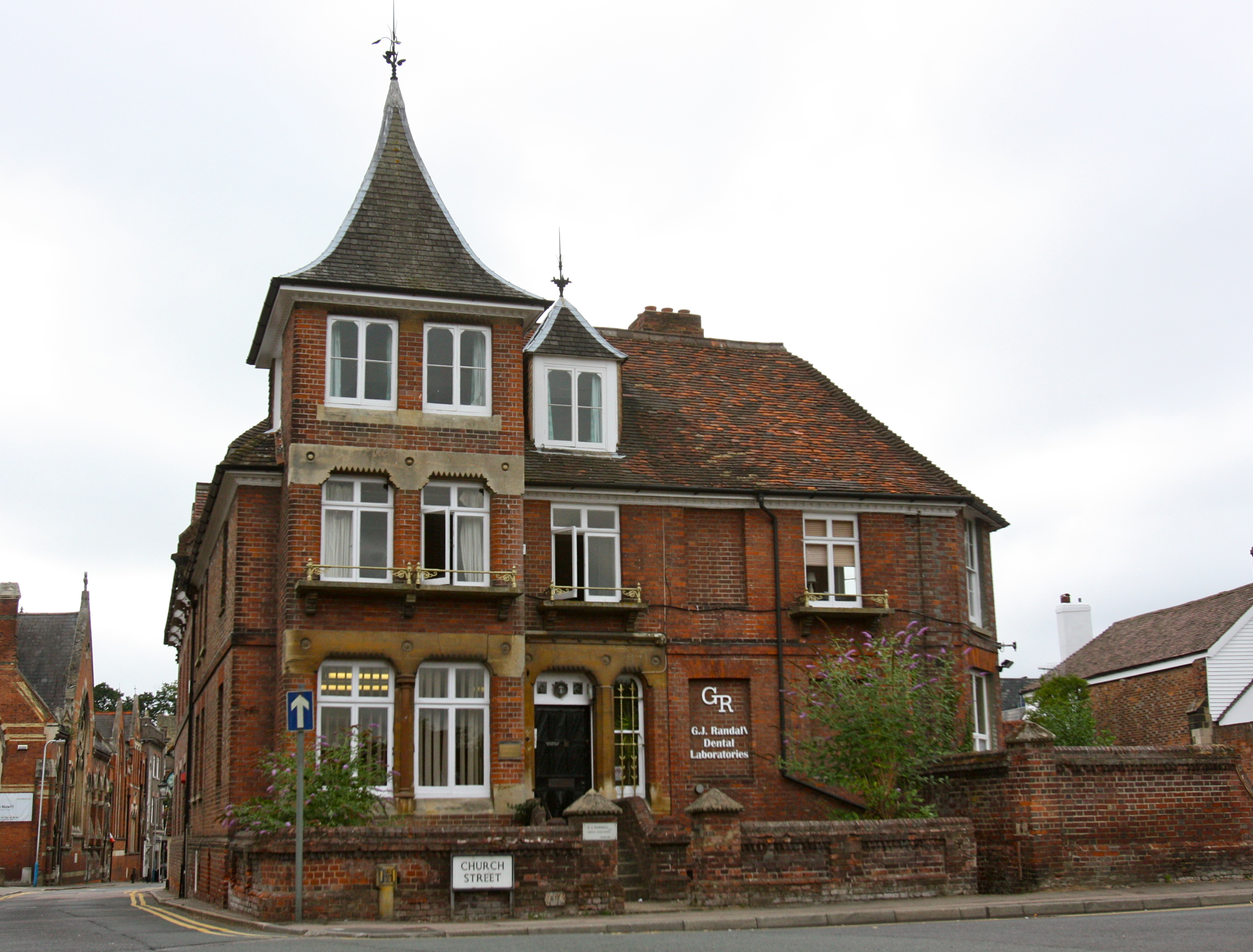
Stafford House en la calle East Street, el primer lug donde se ubicó The Judd School

The Judd School fue establecida en 1888 pero la necesidad de una escuela secundaria, para complementar la institución de Andrew Judd (hoy conocida como escuela pública Tunbridge School), fue reconocida desde 1870, después de que se reveló que sólo uno de los doscientos estudiantes era hijo de un comerciante de Tunbridge. Tonbridge School fue fundada en 1553 por Andrew Judd, que hizo su fortuna por medio del comercio de pieles en el Principado de Moscú durante el siglo XVI. Su fortuna fue dejada en manos de la asociación Skinners Company, la cual aceptó financiar el establecimeiento de una escuela comercial, in Tonbridge en 1875. Sin embargo, la Comisión de la Caridad – facultada por la Ley de Escuelas Filantrópicas de 1869 para regir el establecimiento de centros sostenidos con fondos provenientes de la caridad – dispuso que las £20,000 (veinte mil libras) otorgadas por la Skinners Company para esta causa debían ser llevados a la ciudad vecina de Tunbridge Wells, donde se utilizaron para abrir la escuela The Skinner School, en septiembre de 1887.
La demanda persistió para que se abriera una escuela similar en Tonbridge; en julio de 1888, William J.D. Bryant, anteriormente asistente en la escuela Tonbridge School, fue nombrado director de la Escuela Comercial de Andrew Judd, la cual había abierto el 17 de septiembre en Stafford House sobre la calle East Street, Tonbridge. Los fondos para su creación fueron obtenidos a través de un préstamo de £ 13.000 pagado durante los próximos 20 años con los ingresos de la Fundación Judd (de la cual la Skinners Company era depositaria), que rápidamente se incrementaron cuando los contratos de arrendamiento en Sandhills Estate, Londres fueron renovados en 1906. La escuela también se benefició de las £500 anuales que le entregaba la Fundación Judd, después de que los fondos para Tonbridge se redujeron. Aunque se estableció de forma provisional, el éxito de la escuela llevó a su traslado a un sitio más grande, construido especialmente para la escuela, en el sur de Tonbridge en 1896.
William Bryant se retiró como director en 1908 y fue reemplazado por John Evans, designado con preferencia a los otros 217 candidatos para el puesto. Anteriormente director de Ashford Grammar School, Evans tomó su nueva posición al término del otoño. Supervisó un periodo de cambio y modernización, incluida la transición de gas a alumbrado eléctrico, y la introducción de un sistema de casa en 1909. Poco después del estallido de la Primera Guerra Mundial, la escuela fue requerida por el Ministerio de Defensa para alojar dos brigadas, de Folkestone y Aldershot. En 1917, se estableció la escuela del Cuerpo de Cadetes, que en un mes reclutó a 120 estudiantes. El siguiente año, de acuerdo con Taylor (1988) "muchos de los disgustos de los directores" las primeras maestras fueron nombrados después de la muerte de varios de sus colegas hombres.

### Años de entreguerras: 1919–1939
En junio de 1919, poco después de la aprobación de la Ley de Educación de 1918, la escuela aplicó con éxito para la obtención de fondos del estado. Como consecuencia, fue necesario introducir una junta de gobierno (incluyendo un representante público) para ofrecer lugares gratuitos, equivalentes al 25% de la matrícula existente. En 1925 la escuela vio a sus primeros estudiantes entrar a las Universidades de Oxford y Cambridge, además se cambió el nombre a The Judd School. Evans se retiró en 1928 y fue reemplazado por el galés Cecil Lloyd Morgan, que venció a otros 164 candidatos para un trabajo con un sueldo anual de 650 £. Él supervisó un cambio en el plan de estudios de tal manera que cada sistema se dividió en dos corrientes, una tomaba latín, los otros tomaban materias orientadas a su vocación. Morgan continuó con muchas de las costumbres de Judd el tiempo que pudo, incluyendo la tradición de donar £ 20 al año para enviar un niño Barnardo a Australia o Canadá.

### Segunda Guerra Mundial: 1939–1945
El estallido de la Segunda Guerra Mundial, el 3 de septiembre 1939 retrasó el inicio del semestre de otoño hasta que las trincheras pudieran ser cavadas en la escuela. Para evitar los bombardeos, 369 alumnos de la Escuela de Westminster en Londres fueron evacuados a The Judd School en la ciudad (relativamente segura) de Tonbridge. Inicialmente, cada escuela utilizaba las instalaciones tres días por semana, pero Taylor (1988) señala que "los horarios imaginarios" permitieron que los estudiantes de The Judd School asistieran a la escuela cinco días a la semana, para el final de 1941. Los chicos de Westminster fueron instruidos para, más tarde, evacuar a Exmouth, Devon en julio de 1944, pero terminaron volviendo a Londres.  En un bombardeo ese mismo año, un cohete explotó en un campo vecino, destruyendo más de 200 paneles de vidrio, numerosas puertas y ventanas. Al terminar la guerra, 60 ex-alumnos habían perdido la vida, y 48 fueron condecorados. El 31 de diciembre de 1944, The Judd School se convirtió en la primera escuela en ganar el estatus de escuela secundaria voluntariamente ayudada en la nueva legislación incluida en la Ley de Educación, estos significaba que la escuela recibiría fondos del gobierno, pero que podía reservar la admisión según su reglamento interno.

### Años de la posguerra: 1945–1986

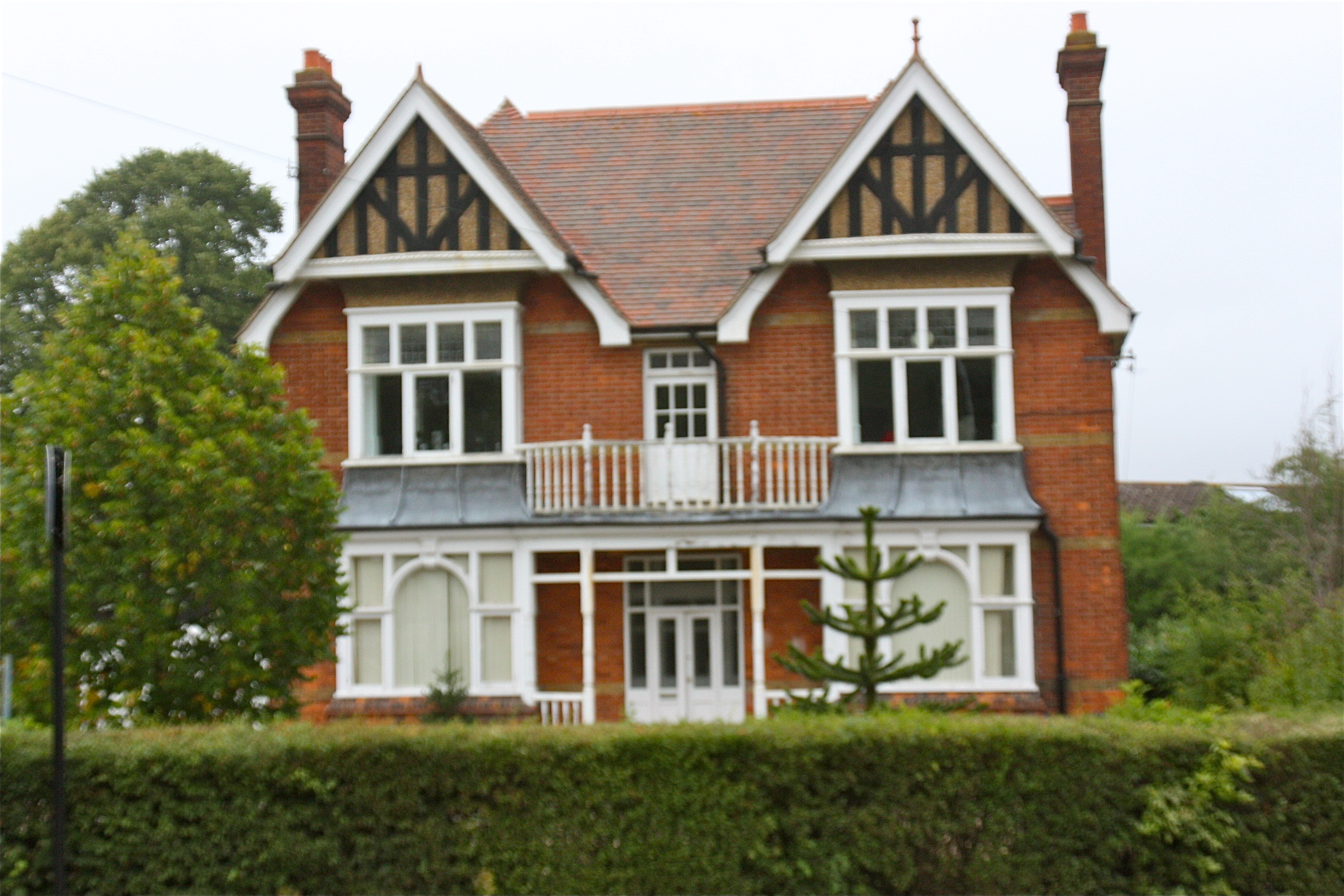
El edificio del número 10 sobre la calle Brook Street es conocido como Lawton's, en honor a un miembro del Comité de Educación de Kent, quien autorizó la compra.

Francis Hillier Taylor, previamente maestro mayor historia en la escuela The Skinners' School, fue nombrado sucesor de Morgan al finalizar el semestre de primavera de 1946, posición que fue peleada por otros 321 contendientes. Durante su mandato, Taylor amplió las instalaciones de la escuela: en 1948, la vivienda del director fue convertida en una oficina para un secretario, una sala de espera y cuarto de la inspección médica (el director se mudó a a la casa vecina Brook House, la cual fue comprada por la empresa Skinners' Company). En 1955, se construyeron nuevas salones de geografía, y tres años más tarde un nuevo gimnasio. En 1964 se construyó una piscina, la cual costó £9,000, y que fue utilizada por primera vez dos años después, en 1966. Taylor también introdujo algunos cambios importantes en el plan de estudios, incluyendo la introducción de nuevas materias como biología rural y zoología.
Denis Rendall tomó el cargo de la escuela en 1970, en un momento en el que el futuro de la escuela estaba bajo la amenaza debido a la Circular 10/65, que proponía la abolición de las escuelas secundarias que seleccionaban a sus estudiantes de acuerdo a sus habilidades académicas, a favor de las escuelas integrales, que son escuelas financiadas por el estado y no selectivas. Él supervisó la construcción del edificio del Departamento de Arte, mientras que la compra de la casa vecina, ubicada en el número 10 de la calle Brook Street, fue hecha por el Comité de Educación de Kent. Conocido como "Lawton's" este edificio es utilizado por el Departamento de Economía y Negocios, y el Departamento de Tecnología musical. Rendall experimentó un gran movimiento de personal: 31 maestros estaban en la escuela en el año de su llegada, y 43 se unieron y dejaron la escuela entre 1970 y 1986, así mismo, durante su presidencia incrementó el número de maestras, que pasó de cero a siete, además el cuerpo de alumnos pasó de 463 a 746.

### Años recientes: 1986–presente
Randall fue sucedido en 1986 por Keith Starling, que expandió la escuela en conmemoración de su centenario, el edificio de Cohen, que costó £2 millones, fue construido en 1991, y en 1995 se inauguró el centro musical. Desarrollos más recientes incluye el edificio de la biblioteca, construido en 2002, y un nuevo salón deportivo en 2003. Muchos de los fondos para la construcción de esos edificios fueron recaudados por los padres de familia.
Tras el retiro de Starling en 2004, Robert Masters fue nombrado como su reemplazo, haciéndose cargo de la transición al estatus de especialistas en música y matemáticas. Tras un resultado sobresaliente durante una inspección de Ofsted, la escuela fue invitada a formar parte de las Escuelas de Especialidades y Alto Rendimiento. Masters también organizó la construcción del edificio de canchas, terminado en 2006.

## Gobierno

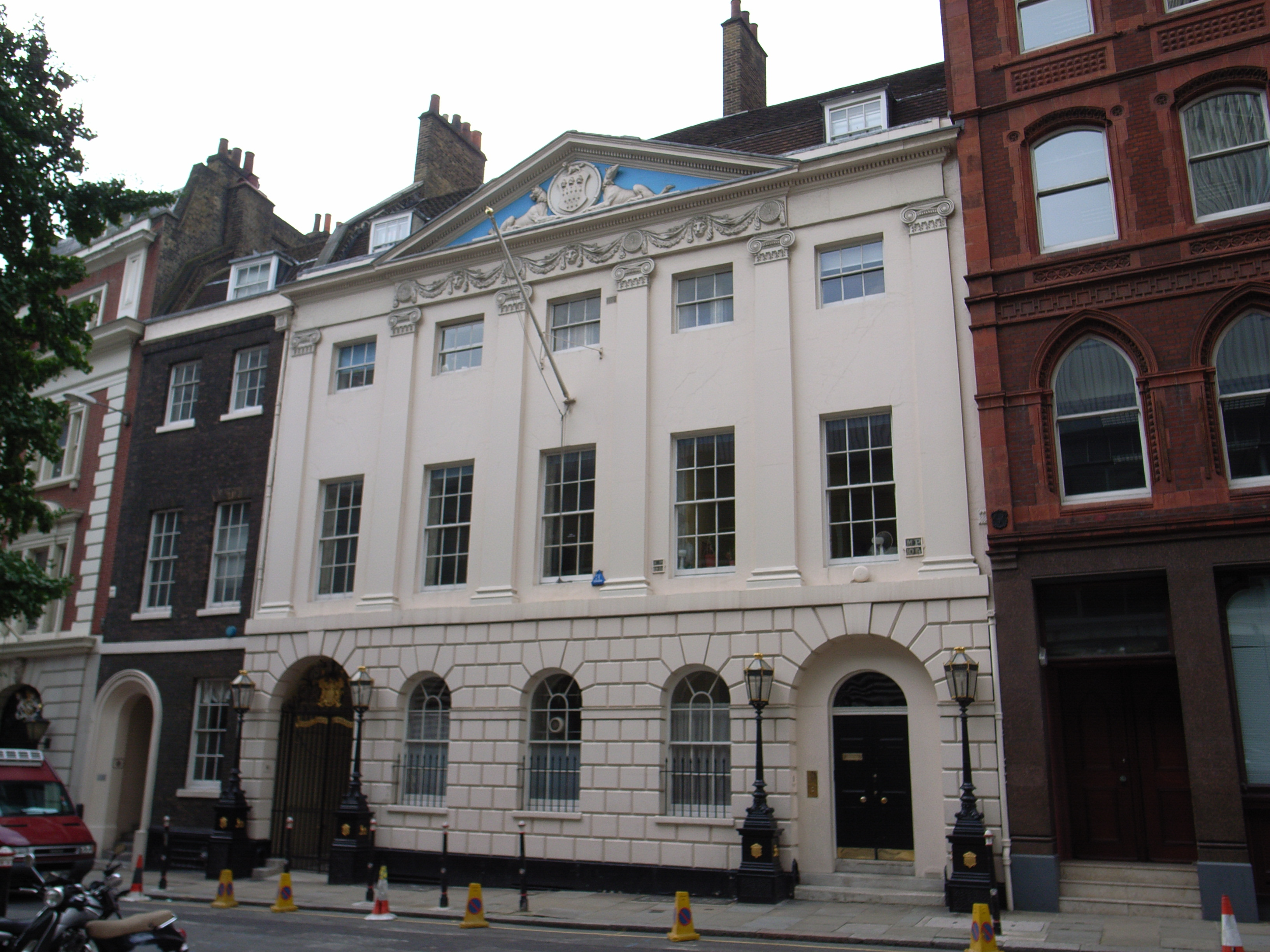
El Salón Skinners, sede del gremio de la compañía Skinners

El acta de fundadora de The Judd School, que fue aprobado por la Reina Victoria el 15 de octubre de 1889, estipulaba que la Junta de Administración tenía el derecho de nombrar o remover al director, y éste tenía esas mismas facultades sobre el resto de los empleados. Las decisiones más importantes eran tomadas por la empresa The Skinners' Company, pero su poder estaba restringido por la Comisión de la Caridad, la cual tenía grandes atribuciones que le otorgaba la Ley de Escuelas Filantrópicas. Poco después de la Primera Guerra Mundial, a raíz de la Ley de Educación de 1918, la Escala Burnham, la cual mide el salario de los profesores, fue implementada en las escuelas, por lo que The Judd School tuvo que entablar negociaciones con el Comité de Educación de Kent para incrementar el gasto; el tribunal de The Skinners' Company aprobó el incremento en el gasto en junio de 1919. Así mismo se volvió indispensable el nombramiento de un cuerpo de gobierno, el cual estaría conformado por un tercio de representantes públicos designados por el Comité de Educación de Kent, que también tenía un cierto control sobre los asuntos escolares. Posteriormente se pagaba una guinea a los representantes del gobierno que asistían a las reuniones, la primera de ellas tuvo lugar el 4 de febrero de 1920 en el Salón Skinners (Skinners' Hall) en Londres.
Después de solicitar estado voluntario de ayuda, se requirió que la escuela adoptara nuevos Artículos del Gobierno, el 31 de diciembre de 1944. Fue la primera escuela del país en recibir control dual de financiación estatal y ejercer independencia limitada. El Comité de Educación de Kent financiaba cenas gratuitas para algunos alumnos, viajes y manutenciones; de igual manera creó un único examen de admisión para todos. El cuerpo de gobierno actual está compuesto por un presidente y vicepresidente, diez gobernadores de la fundación (electos por el gremio de la empresa Company of Skinners), tres padres de familia, dos Autoridades Locales de Educación (LEA), tres personas del área administrativa, un oficial de educación , un asistente de educación y el director.

## Estructura de la escuela

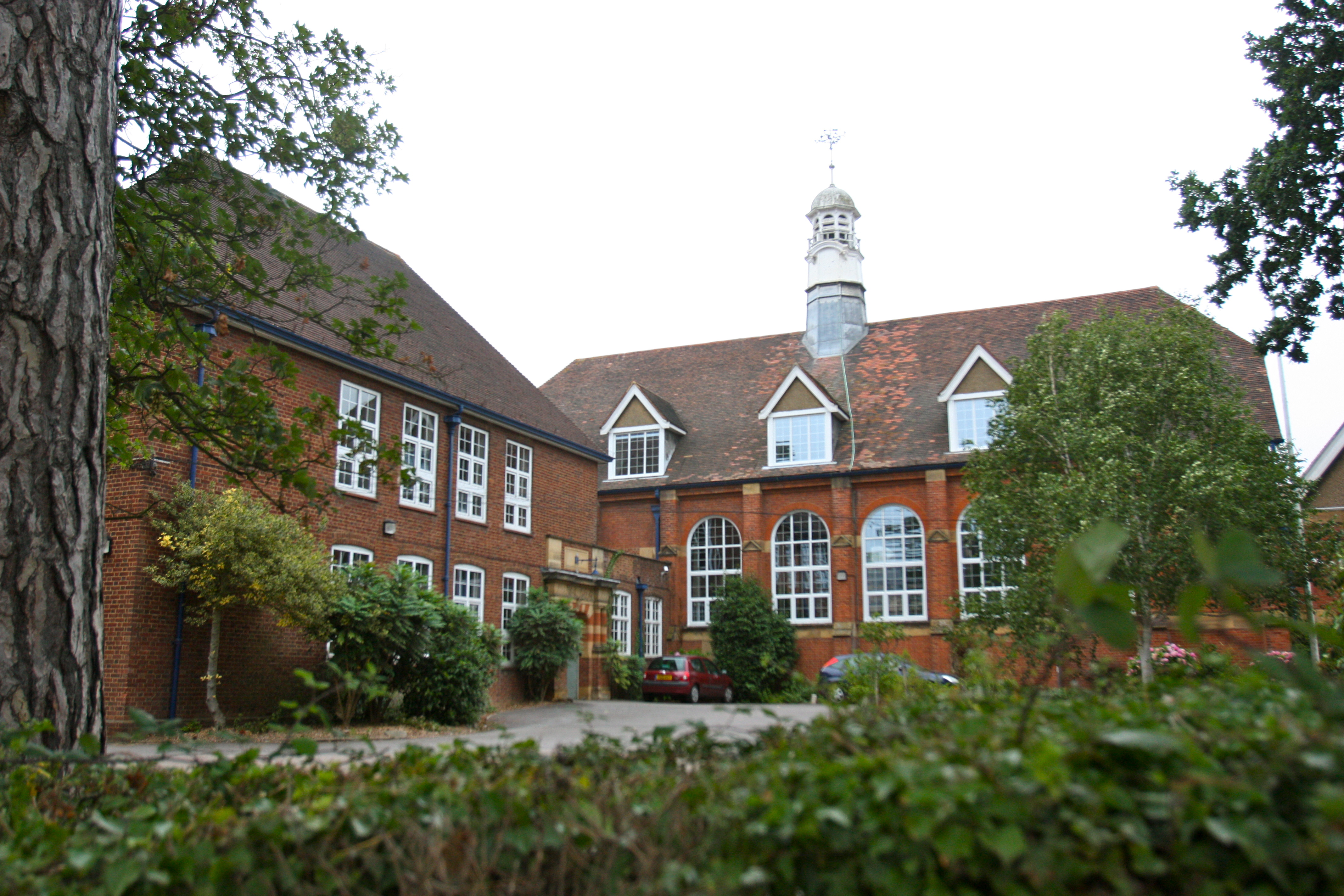
El edificio principal de la escuela, visto desde la zona sur del lugar.

La mayoría de los primeros alumnos de la escuela provenían de Gordon House, una exitosa escuela privada ubicada en la calle Harlow Road, y dirigida por T. E. Grice; después de que se decidió que las dos escuelas no podían competir, Grice fue nombrado director adjunto de The Judd School. El día de la apertura, 40 niños estaban inscritos en la institución, elevándose a 50 niños para el final del primer semestre y se llegó a 115 alumnos en 1902. En 1917 la escuelacontaba con 244 alumnos, la cifra se incrementó a 308 estudiantes durante los siguientes 11 años, y alcanzó los 376 en 1935. En 1952, 380 niños estaban inscritos, 42 de ellos cursaban el sixth form (los dos últimos años de la escuela secundaria). Bajo la administración de Denis Rendall, la escuela experimentó un gran crecimiento en el número de alumnos; en 1970 había 463 alumnos, que incrementaron a 689 en 1978 y a 742 para 1986. En la última inspección de la Ofsted en 2007, The Judd School tenía 933 estudiantes. De acuerdo a la escuela, en 2010 el cuerpo de alumnos era de 935, de los cuales 625 cursaban la educación secundaria y 310 el sixth form, de estos últimos 60 eran mujeres. La mayoría de los estudiantes tienen una posición económica acomodada, por lo que muy pocos requieren del apoyo de comidas gratuitas en la escuela; el número de estudiantes con discapacidades, problemas de aprendizaje y necesidades especiales de educación es también bajo, respecto al promedio nacional. Casi todos los alumnos acuden a la Universidad al finalizar el décimo tercer grado.
El sistema de casas fue establecido en 1909, cuando había tres casas: Alfa, Beta y Gama, cada una tenía un maestro y un capitán. Los chicos permanecían en la misma casa durante todo el tiempo de sus estudios, y podían unirse a un "hermano". Cada año, las casas competían por el Escudo de la Casa; los puntos eran ganados por todo tipo de competencias, desde danza de espadas hasta Saltos de Caballo. En 1914, se introdujeron colores en las casas; el morado para la casa Alfa, verde para Beta y escarlata para Gama. A medida que el cuerpo estudiantil crecía, en 1917 se creó una cuarta casa  – Delta – a la que le pertenecía el color amarillo. El sistema de casas fue abolido en la década de 1980, pero fue reintroducido en septiembre de 2008, ahora las casas llevan el nombre de un alumno destacado. Las cuatro casas son: Duke (por Neville Duke), Hodge (por Donald Hoge), Lewin (por Terence Lewin) y Powell (por Cecil Frank Powell).

### Escuela Secundaria
En sus primeros años, los que niños entraban a The Judd School provenían principalmente de las primarias locales, a partir de los ocho años en adelante; en aquel momento la edad máxima de un alumno era de 16 años, aunque a cualquier niño que llegara a esta edad durante el curso del semestre se le permitía quedarse hasta el final de dicho semestre. En 1908, una inspección del gobierno anunció que el alumno promedio permanecía en la escuela por tres años y medio, y que dejaba de estudiar a la edad de 14 o 15 años; además solo el 20% de los alumnos admitidos tenía una beca. La escuela secundaria como es ahora, fue establecida en el "Plan de cinco años", después de una inspección del gobierno en 1933. En 1994, tras la aprobación de la Ley de Educación, el acceso a la escuela era ganado a través de un examen común de admisión, aplicado a niños de 11 o 12 años; solamente cinco niños lograban conseguir un lugar, la mayoría provenía de escuelas primarias locales. Antes del establecimiento del sixth form, The Judd School enviaba a muchos de sus estudiantes a la escuela Tonbridge School para que completaran su educación a la edad de 18 o 19 años; se daban £20 como beca al concluir los estudios.
Hasta el 2010, la educación secundaria tenía una admisión anual de 125 niños al inicio del séptimo grado (11 años). La secundaria tenía 625 alumnos (todos hombres) en ese entonces. El uniforme de la institución consiste en una chaqueta azul marino acompañada con el escudo del colegio en el bolsillo del pecho, pantalones gris y una camisa gris o negra. Los calcetines deben ser oscuros y los zapatos negros. Las camisas deben usarse con una corbata del color de la casa a la que el alumno pertenece; verde para Powell, azul para Lewin, violeta para Hodge y roja para Duke.

### Sixth form
El sixth form fue establecido en The Judd School en 1903, a raíz de la Ley de Educación de 1902, cuando el Proyecto de Alumnos y maestros nació, y The Judd School era usado como un centro de entrenamiento para maestros jóvenes. Sin embargo, alumnos regulares que tenían más de 16 años no se permitieron en la institución hasta 1919; antes de ese años se requería de un permiso especial de los miembros de la junta de gobierno, para permancer en la escuela una vez alcanzada dicha edad. Una inspección del gobierno en 1952 declaró que 42 alumnos estaban dentro del programa sixth form. El número de estudiantes en el programa sixth form ha aumentado la matrícula de la escuela, en la última inspección de Ofsted en 2007, se contaron 308 estudiantes atendiendo en tal modalidad de educativa. Un mínimo de 40 ofertas se hacen al año a los aplicantes externos; las mujeres son admitidas a partir del 12º grado (16 años), confromando el 16% de los alumnos inscritos en sixth form. El programa tiene su propia Sala Común en el edificio principal de la escuela, incluyendo una cafetería y un área de estudio.
Los chicos pueden utilizar trajes negros o gris, suéteres de cuello V en colores negro, gris, o azul marino; y bufandas de un color liso. Las chicas pueden utilizar conjuntos (de falda o pantalón) en color negro, gris oscuro y azul marino; sus blusas pueden ser blancas, azules o gris.

### Personal
En julio de 1904, The Judd School participó en el Proyecto de Alumnos y Profesores de forma experimental. El proyecto se estableció en la Ley de Educación de 1902, por lo que los estudientes recibirían una educación secundaria normal, antes de tomar dos años de entrenamiento, dividiendo su tiempo entre un Centro de Alumnos para Maestros y le experiencia práctica en escuelas primarias y secundarias. El experimento fue abandonado poco después del comienzo de la Primera Guerra Mundial. En 1919, los fondos adicionales permitieron que los maestros recibieran pensiones bajo la Ley de Jubilación para maestros de 1918. En 1970, 31 profesores atendían a 463 niños; mientras que en 1988 45 maestros enseñaban a 745 estudiantes. De acuerdo con la escuela, hay 71 maestros hoy en día.

## Admisión

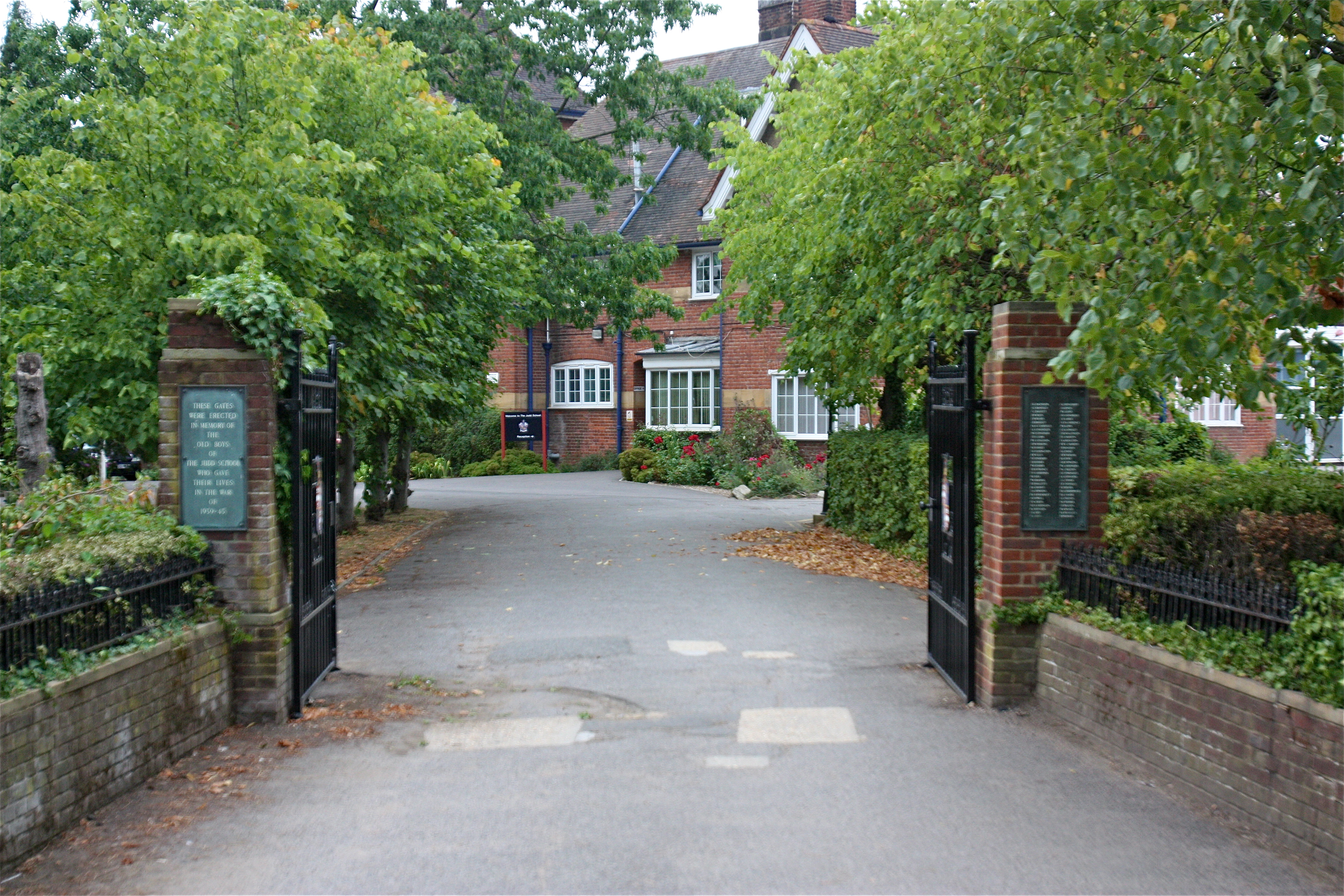
La entrada principal a The Judd School

The Judd School abrió como una escuela de día para los alumnos locales, entre 8 y 16 años. De acuerdo a la Carta de Fundación, las condiciones de entrada eran "un buen carácter y salud suficiente"; a los hijos de los miembros de la empresa The Skinners' Company se les daba preferencia cuando el número de solicitantes excedía el número de lugares disponibles. Durante su administración, William Bryant intentó ampliar las admisiones y estimó que esto costaría £50 al semestre, pero el Consejo de Gobierno de la escuela rechazó la idea. Sin embargo, cuando una escasez de transporte público hizo dífilcil el acceso a la escuela, se permitió que los niños provenientes de pueblos vecinos se quedaran en las casas de los maestros o bien en hostales aprobados por la junta directiva. La entrada a la escuela estaba condicionada a un alumno que pasaba la prueba de admisión, lo cual podía variar según la edad del niño. En la Carta Fundacional se estipulaba que todos los niños debían tener la capacidad de leer, escribir y hacer operaciones matemáticas.
En 1944, la Ley de Educación confirmó a la escuela The Judd School como una institución grammar, al mismo tiempo se solicitó el estatus de ayuda voluntaria, que requería que se abolieran las colegiaturas bajo el principio de la educación universal gratuita. Se le pidió a la escuela que hiciera pruebas de admisión, ahora conocidas como 11-plus, la cual toman los niños a la de 10 o 11 años, dependiendo de su fecha de nacimiento. Se dispuso que los alumnos pudieran entrar a la edad de 13 o 14 años, en caso de que hubieran reprobado el examen de admisión dos años antes. Mientras se definía que la edad para dejar la escuela era a los 15 años, la ley otorgaba al gobierno el poder de aumentar esa edad a 16 años, "tan pronto como el Ministro de educación lo aceptara", lo cual sucedió en 1973.
La admisión continúa siendo a través del examen 11-plus; The Judd School cumple con el esquema de admisión coordinada, que es administrado por las autoridades locales de Kent. Todos los alumnos deben obtener un puntaje alto en la prueba 11-plus y haber puesto en su solicitud a The Judd School como su primera opción.  Debido a que la escuela recibe demasiadas solicitudes de admisión, se les da prioridad a los estudinates que están bajo el cuidado de la autoridad local. Después los alumnos son clasificados de acuerdo su puntaje en la prueba 11-plus, y en último de los casos, cuando hay un empate, se utiliza la distancia de la casa del alumno a la escuela para determinar para quién es el lugar.
También se admiten estudiantes para el programa sixth form, a la edad de 16 o 17 años, los criterios de admisión son parecidos. Los alumnos externos deben tener, al menos, cinco certificaciones generales (GCSE) con calificación A+, con base en ellos se le ofrecen ciertas condiciones u ofertas. En caso de tener muchas solicitudes de admisión, la prioridad se les da a los solicitantes internos y después a los solicitantes externos de la localidad. Posteriormente los alumnos son clasificados de acuerdo a sus calificaciones y la distancia, nuevamente, puede ser el factor determinante para que un estudiante sea aceptado o no. Si el estudiante no es admitido, tiene el derecho de apelar la decisión y ser escuchados por los miembros de la junta de gobierno de la institución. En 2007 la escuela fue obligda a pagar una compensación a dos alumnos después de que se considerara que no recibieron un trato justo.

### Cuotas
El documento fundacional estipulaba iban a ser fijadas por los miembros de la Junta de Administración y que podía ir de las £4 a £8 al año; en 1888 las colegiaturas eran de £7.10 al año. Se dispuso la asignación de becas por el valor de la colegiatura para uno de cada diez niños en la escuela; la mitad de las becas fueron otorgadas por los miembros del consejo administrativo a los varones que habían pasado tres años de su educación primaria en una escuela pública. A inicios del siglo XX, se intentó atraer a más niños al reducir las tarifas para aquellos niños menores de 12 años, el costo sería de £2.20 a  £2 al año.
En julio de 1919 la escuela empezó a recibir apoyo económico del gobierno, lo que provocó que 25% de las admisiones fueran gratuitas. En 1944, obedeciendo la ley de educación, las colegiaturas fueron abolidas bajo el principio de educación universal gratuita. Los padres de familia tienen que contribuir con fondos para los proyectos de la institución. Los padres que no pueden hacerlo, deben escribir una carta al director explicando las razones.

## Plan de estudios
El primer folleto prometía "instrucción religiosa de acuerdo con las prácticas de la Fe Cristiana" y las siguientes materias: lectura, escritura, aritmética, geografía, historia, inglés (gramática y literatura), latín, una lengua extranjera de Europa, matemáticas, ciencias naturales, dibujo, y música vocal. También decía que se podrían dar clases sobre el uso de herramientas para trabajar la madera, para lo cual se colocó un cobertizo de carpintería en el patio de Stafford House. A inicios del siglo XX, 15 materias eran ofrecidas y cada clase duraba una hora; la hora de entrada era a las 9 a.m.; dentro se llevaban a cantaban himnos, se hacían oraciones y se pasaba lista.
Alemán fue introducido en el plan de estudios en 1931, mismo año en el que la escuela empezó a ofrecer clases de arte extra curriculares. Taylor intentó que el plan de estudios tuviera un balance entre materias de ciancias y de artes, por lo que introdujo clases de modelado de madera y la materia de geografía para los alumnos de preparatoria. En 1948 se añadió la materia de biología rural, para ello el director proporción un pedazo de tierra que fuera utilizado como una huerta. Al final de ese año, se introdujo un programa que consistía en estudiar una vez que las clases del día habían concluido. Sin embargo, en la década de 1950 la escuela dio una vuelta, enfocándose más en las materias de matemáticas y ciencias, como consecuencia se empezó a contratar más personal en esos departamentos. En 1957 zoología y botánica se ensañaban en la modalidad A-level (nivel avanzado), así mismo química y física sustituyeron a la materia de biología rural.
Actualmente la escuela se rige por el Plan de estudios nacional en los grados 7º a 11º, y ofrece una amplia gama de certificaciones de educación secundaria (exámenes nacionales hechos por alumnos de entre 16 y 18 años). La escuela no tiene ninguna afiliación religiosa, sin embargo se imparte educación religiosa en la escuela, pero los alumnos pueden decidir si tomarla o no. Aunque se llevan a cabo asambleas matutinas que tienen una naturaleza Cristiana, ellas no implican pertenecer a alguna religión. Los estudiantes participan en una serie de excursiones y visitas a lo largo de su estancia en The Judd School; así mismo en el undécimo grado los estudiantes participan en un programa de nueve días de trabajo. El actual plan de estudios integra materias como Inglés, Teatro, Matemáticas, Francés, Latín, Historia, Geografía, Física, Química, Biología, Arte, Música, Diseño Tecnológico, Educación Religiosa, Educación Física y Educación para la Salud. En el segundo año se imparte alemán y los grupos de matemáticas son divididos de acuerdo a las habilidades de los alumnos. El uso de tecnologías de la información es central y se enseña como una materia en el 7º y 8º grado.
En el programa Sixth Form los niños llevan cinco cursos en la modalidad A-level (nivel avanzado) por todo un año, que pueden incluir materias de estudios generales. Una amplia gama de materias es ofrecida en la modalidad A-level: Inglés, francés, alemán, latín, Civilizaciones clásicas, Arte, Diseño y Tecnología, música, geografía, historia, economía, gobierno y política, Ciencias Empresariales, Matemáticas, Física, Química, Biología, Estudios religiosos y educación física. La mayoría de las combinaciones de materias pueden ser acomodadas. Todos los estudiantes participan en una actividad de juegos los miércoles por la tarde.
El ciclo escolar va de septiembre a julio, está dividido en tres partes: Semestre de otoño (de septiembre a diciembre, semestre de primavera (de enero a abril) y verano.

### Evaluación
Hasta el establecimiento de la Certificación General de Educación, los exámenes se realizaban una vez al año por un examinador externo nombrado por la junta directiva, que reportaba por escrito los resultados generales de los alumnos, así como la condición de la escuela. Un reporte de 1902, hecho por el examinador Wormell, encontró que el plan de estudios era "suficiente para ayudar a los pocos capaces de elevarse a algo superior al proporcionar un puente entre la escuela primaria y la escuela secundaria". Wormell criticó la falta de alumnos alemanes y el hecho de que más de la mitad de los estudiantes provenían del campo. El director también tiene que entregar un reporte escrito a los gobernadores de la junta directiva.
En 1951, la escuela adoptó el sistema de Certificación General de Educación, pero a los alumnos se les prohibió tomar algún examen antes de los 16 años, lo cual significaba que muchos estudiantes dejaban la escuela sin ninguna calificación debido a la gran necesidad de salir de la escuela para contribuir con los ingresos familiares. El sistema se hizo más racional con el tiempo, pero con frecuencia los alumnos hacían pruebas al mismo tiempo o día. En 2010 la escuela ofrecía Certificados Generales de Educación a los estudiantes de la secundaria y cursos A-level a los que se encuentran en el programa Sixth Form. Bajo la dirección de Rendall las tasas de aprobacón de los exámenes A-level se incrementaron de 67.5% en 1970 a 95% en 1984, posteriormente hubo un ligero descenso a 92% en 1987. Los resultados en los Certificados Generales de Educación también han mejorado, alcanzando su mayor tasa de aprobación (88%) en 1978. Las tablas de clasificación publicadas por la BBC sobre la base de los resultados de 2008 en las pruebas A-level, clasifican a The Judd School como la cuarta mejor escuela de Kent. De acuerdo a la BBC, en 2009 los estudiantes en el programa A-level llegaron a un promedio de 999.2 % de aprobación, contra el promedio nacional de 739.1. Lo cual la ha llevado a que el diario The Sunday Times catalogue a The Judd School como la número 27 de las mejores escuelas del Reino Unido.

## Actividades extra-curriculares
Los clubes escolares y sociedades, incluyen varios clubs, deportes , actividades musicales, política, debates, la Unidad de Servicio Voluntario, entre muchas otras. Los estudiantes pueden participar por el Premio Duque de Edimburgo Ahora en las sociedades de la escuela se han incluido a un grupo de clubs como: el club de jóvenes granjeros, la sociedad de jazz, la sociedad de ciencias, la sociedad de literatura y la Liga de las Naciones.
Las oportunidades extra-curriculares incluyen: Coro, cantantes Junior, Coro de Cámara, Judd latón, Big Bands, orquesta de cuerda, banda de música, orquesta sinfónica y orquesta infantil, los estudiantes acuden a más de 40 conciertos al año. Las clases instrumentales están disponibles, sin embargo tiene un costo pequeño. El teatro en la escuela empezó a finales de 1919, con representaciones que incluyeron obras como Ricardo II y Julio César. A pesar del mínimo equipo de teatro, Taylor (1988) señala que mucho ha sido alcanzado y en ocasiones el director toma la oficina del líder.
El cuerpo de cadetes de la escuela, un programa nacional ahora conocido como Combined Cadet Force (la fuerza combinada de los cadetes, en español), fue formado hacia 1917 y 120 soldados fueron reclutados en un mes. La junta directiva proporcionaba 25 libras esterlinas para sus gastos iniciales  y los voluntarios contribuían con mochilas, botellas de agua, rifles de imitación y viajes de campamento de verano. El entrenamiento al principio se llevaba a cabo en Tonbridge. Para 1952 el número de cadetes voluntarios se redujo a 90, el promedio de personas en el programa ha sido de 150 cadetes. La fuerza combinada de los cadetes, actualmente, comprende tanto al ejército como a la Fuerza Área Real con un total de 120 cadetes que se reúnen los viernes por la tarde. La membresía es voluntaria, los niños pueden unirse a partir del 9º año.

### Deportes
A nivel secundaria hay juegos regulares para el equipo A y B in la mayoría de los deportes, por lo que muchos estudiantes tienen la oportunidad de representar a la escuela; en séptimo grado hay incluso equipo C, D, E y F en los partidos de rugby, de vez en cuando. Existe un programa de competiciones dentro de las casas, incluyendo uno diseñado específicamente para aquellos que no son parte del equipo de la escuela. Los principales juegos son Rugby y Basquetbol durante los meses de invierno o bien cricket y tenis durante el verano. 

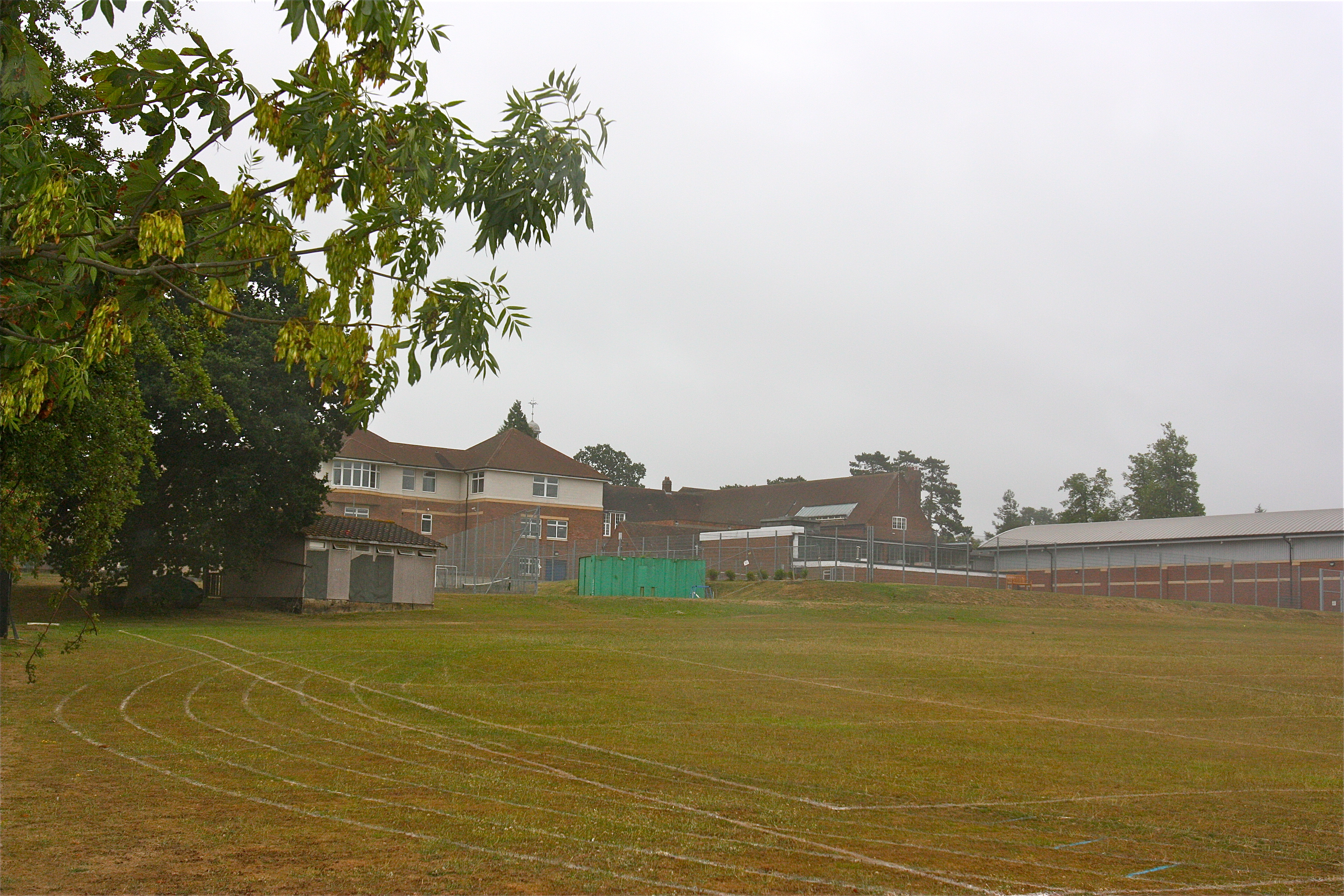
Canchas de juego, al oeste se observa el edificio ubicado en la calle Brookwood, así como el edificio de la biblioteca.

La escuela adoptó el código de rugby en 1923, momento en el que se jugó en canchas de fútbol; los primeros juegos contra otras escuelas se jugaron durante la temporada 1925 y 1926, y el rugby era jugado por todos los estudiantes en 1927. Para 2010, los equipos A y B de rugby jugaron contra Tunbridge School, RGS high Wycombe, Whitgift School y otras escuelas secundarias locales. La mayor rivalidad deportiva en el calendario de The Judd School es el partido anual contra The Skinners' School, jugado el segundo sábado de octubre, alternando el lugar del evento: en las canchas Yeomans o el Southfield. En años recientes el número de espectadores ha aumentado en más de 1,000 seguidores. El partido se caracteriza por el ruido generado, el apoyo apasionado de los fanes que están a ambos lados, interactuando buen humor. Los chicos son frecuentemente premiados por sus esfuerzos en giras internacionales; Rugby 7 también es jugado en la escuela. En la temporada 2008 - 2009 el equipo sub-15 de rugby avanzó a la final en el torneo nacional Daily Mail Cup, en Twickenham, el 1º de abril de 2009 pidieron 11-34 contra  Millfield. El fútbol había sido jugado en la escuela desde su fundación en 1908, a pesar de la insuficiencia de las canchas, se convirtió en el principal juego de invierno. Sin embargo, para 1925 el rugby se vivió un deporte predominantemente de invierno, y los tres años siguientes las pelotas de fútbol soccer fueron prohibidas en la escuela.
Burgess (2000) señala que The Judd School tiene una buena reputación por sus equipos de cricket, y al ser el principal juego de verano, el deporte sigue siendo muy popular todavía. Durante los años de 1890, las pelotas de cricket usadas por el equipo eran fabricadas en Tonbridge. The Judd School ofrece unirse al equipo de cricket a partir del 8º grado (12-13 años) y en adelante, con entrenamientos durante todo el año en las cuatro canchas del pabellón deportivo. En 2004 el equipo de cross country se convirtió en la primera escuela en una década en terminar el dominio de las escuelas públicas como Winchester College y St. Albans School, en Sevenoaks. La escuela realiza partidos cada semana contra escuelas locales, además de competir en la Copa Nacional Escuelas, tanto en el nivel júnior como en el nivel intermedio. Durante la hora del almuerzo y después de las sesiones de práctica de la escuela para otras pruebas de atletismo, incluyendo el salto de altura, disco y jabalina, estas sesiones se les ofrece a los alumnos de todas las edades.

## Propiedades

### Stafford House
Tras su fundación, cuando – según Green (1990) – se dijo que sería un «recurso temporal», la escuela estaba ubicada en Stafford House, en la calle East Street, en el centro de Tonbridge. Anteriormente usada por el profesor Isaac Fleming en 1878, era un edificio cuya posición urbana era, según Taylor (1988), una «ventaja importante y probablemente la única»; el director Bryant «vio sus numerosos defectos, su ambiente de ladrillos y su falta de gracia». Situado en una calle estrecha y originalmente diseñado para 20 personas, el ruido del tráfico, un problema de difícil solución, y la pobre acústica de las aulas así como la lejanía de la escuela a sus canchas de juego, hicieron que el edificio distara de ser ideal. 
Sufrió reparaciones y remodelaciones por valor de £300, llevadas a cabo por un constructor local; varios tabiques fueron derribados para crear salones más grandes, aunque esto seguía restringiendo la longitud de las bancas, incluso en los salones más amplios de 9 pies (2.7 m) y 18 alumnos. El suelo de la sala de estudio principal fue restaurado y en los baños se instalaron mingitorios. Más tarde un cobertizo de carpintería fue instalado en el patio; Russell fue nombrado su primer ocupante en octubre de 1889. El campo del Sr. Beeching era utilizado como una suma exorbitante para los juegos, pero estuvo fuera de servicio por cuatro meses.

### Edificio de Brook Street
Después de que el campo de Bloodshotts (donde hoy se encuentra la escuela Tonbridge Grammar School) fuera rechazado por considerarlo un sitio inferior, el campo "Mr. Deacon's Field" en Hayden Lane (ahora Brook Street) fue adquirido por el director Edmund Hardinge y sus depositarios por una suma de £2,059, cada acre costó £240. En un momento ese sitio perteneció a Sir Andrew Judd, el lugar poseía 8 acres (3.2 ha) de tierra, que de acuerdo a Taylor (1988) se inclinaba "ligeramente del camino hacia la parte trasera del terreno". Algunos planes hechos por Campbell Jones, fueron presentados ante el director en julio de 1883, incluían un patio techado, edificios de ladrillos rojos, tejas Broseley y un pequeño sótano que alberga una caldera. La construcción fue llevada a cabo por Messrs Turners, la cual tuvo un costo de £8,637. Aproximadamente dos años más tarde, el 27 de abril de 1895, la Primera Piedra se colocó, en aquel momento Lewis Boyd Sebastian, miembro de The Skinners' Company, ofició una pequeña ceremonia. En marzo de 1896 abrió el edificio, el cual tenía un estilo neo-gregoriano. La entrada principal fue tallada por los Messrs Lorne, en Londres, contenía dos escudos: el escudo de armas de sir Andrew Judd y el de la empresa, esta puerta fue la única pieza de arte que surgió del bajo presupuesto con el que se realizaron los trabajos.
Además del salón principal, que era más grande que la Sala Pública de la Ciudad, el edificio tenía en un comedor, la sala común de maestros en el este y un bloque de seis aulas en el oeste. La casa del director fue terminada al mismo tiempo que el edificio principal de la escuela, tenía cinco habitaciones (todas con luz eléctrica) y un baño con acceso a agaua fría y caliente. En noviembre de 1920, la escuela compró un órgano  por una suma mayor a las £1,000, y fue colocado en el salón principal como un recuerdo a los estudiantes y profesores que murieron durante la Primera Guerra Mundial. Se construyó en nuevo gimnasio en 1956 cuando se consideró que el viejo recinto ya no podía ser reparado. De igual forma se construyeron tres canchas de tenis, las cuales fueron inauguradas en 1958 por Benjamin Brodie, no obstante se carecía de suficientes vestidores, facilidades de limpieza, y oficinas para el personal de educación física.
Ahora conocido como "Lawton's", el inmueble ubicado en el número 10 de la calle Brook Street fue comprado a principios de la década de 1970, utilizando los fondos otorgados por el Comité de Educación de Kent, de cuyo presidente se tomó el nombre del edificio. Un salón de £2 millones y un edificio tecnológico (el edificio Cohen), juntos con dos laboratorios de ciencias fueron abiertos en 1991. Se abrió en 1995 un nuevo centro musical, financiado por las donaciones voluntarias.

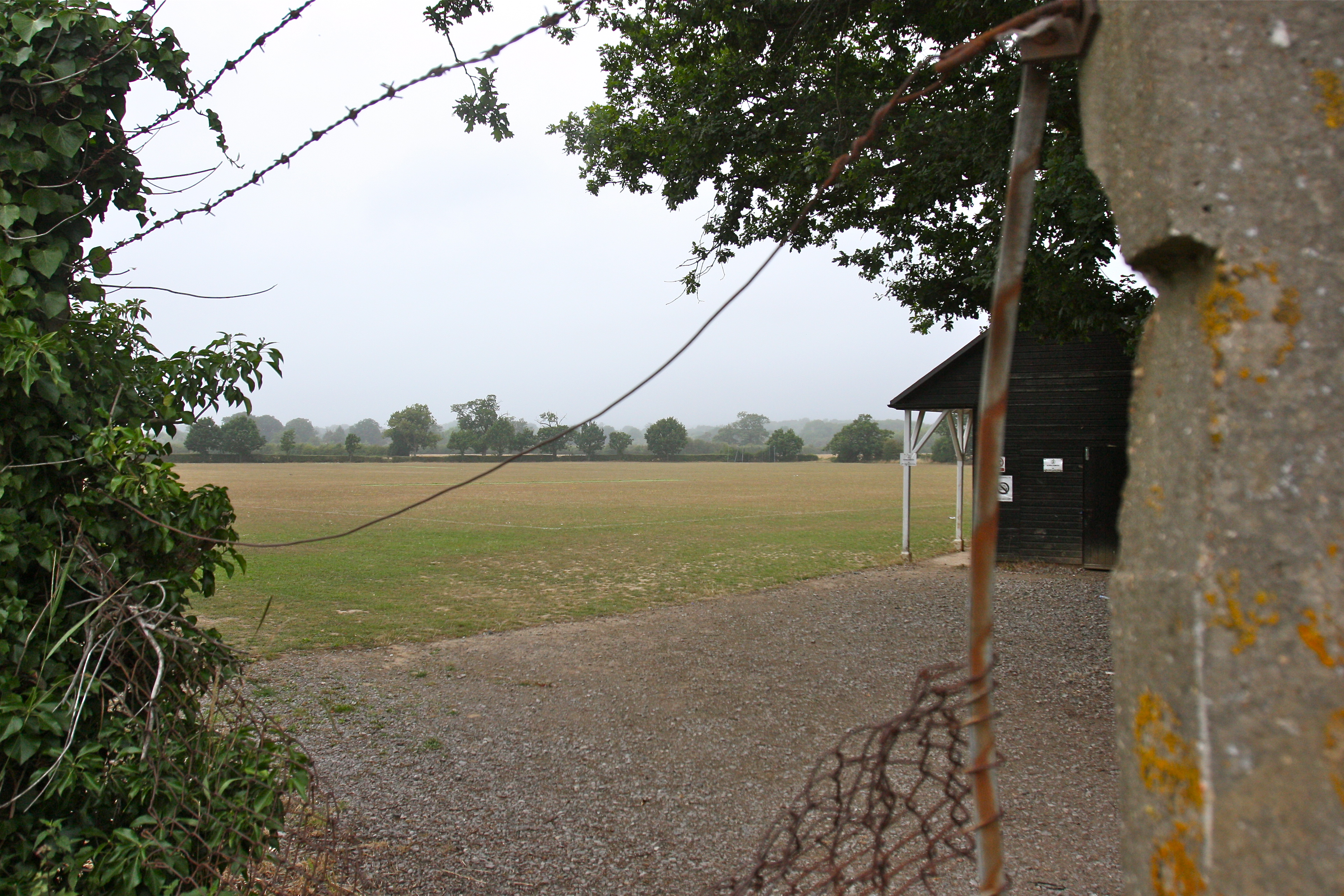
Las canchas de Yeoman, a 10 minutos de distancia de la escuela.

Los desarrollos de infraestructura más recientes son el edificio de la biblioteca en 2002, una nueva sala de deportes en 2003 y unas canchas en 2006. El edificio Atwell, formalmente conocido como "Maths-Geography Block", abrió en 2009 después de sufrir retrasos debido a que la empresa encargada de la construcción se salió del negocio. El terreno de la escuela tiene suficiente espacio para dos canchas de rugby, una pista de atletismo de 200 metros, y una cancha para cricket. Hay tres canchas de tenis y una alberca al aire libre.

### Las canchas de Yeoman
Las canchas de Yeoman fue un sitio comprado tras una inspección del gobierno en 1933 que recomendaba a la escuela buscar un terreno más grande. El sitio poseía 6.8 acres (2.7 ha) de tierra, una característica de ese lugar es que la tierra era muy seca,   lo cual significaba que no se requería un tratamiento especial para la construir las canchas de rugby, por lo que se empezaron a utilizar en 1935. Anteriormente, El comité de Educación de Kent había comprado parte de un terreno en Townlands y había sido acondicionado con setos, arbustos, baños, y un pabellón. En 1939 se excavaron trincheras en el lugar como parte de la preparación para la Segunda Guerra Mundial.
El 26 de abril de 2016 se anunció que estas tierras habían sido vendidas para ayudar a financiar un nuevo conjunto de canchas que estarán ubicadas cerca de la calle Lower Haysden 

## Ex-alumnos notables
- Algunos ex-alumnos notables por sus carreras en el ámbito militar son: Neville Duke, piloto durante la SGM;[102] Donald Hodge, uno de los veteranos sobrevivientes a la PGM;[103] Terence Lewin, antiguo Jefe de Defensa y Almirante de la flota.[102]

- Dentro de los ex-alumnos destacados en los deportes están: Martin Purdy, jugador de rugby; David Fulton, excapitán del Club de Cricket de Kent.[104]

- Otros estudiantes destacados han sido: Cecil Frank Powell, ganador del Premio Nobel de Física;[105] Humphrey Burton; anterior jefe de BBC Música;[102] Bernard Hailstone, retratista de la realeza;[63] Ronald Ralph Williams, antiguo Obispo de Leicester; Guy Hands, director de terra Firma Capital Partners;[106] Tom Greatrex, miembro del Parlamento y Ministro de energía, asistió a The Judd School de 1986 a 1993.[107]